# 명개
명개 또는 명개흙은 충적토의 일종으로 비가 온 뒤에 쌓인 검고 고운 흙 또는 고운 모래와 진흙이 뒤섞인 토양, 갯가나 흙탕물이 지나간 자리에 앉은 검고 고운 흙 또는 모래와 진흙이 뒤섞인 토양 혹은 그러한 지형을 말한다. 도자기용 흙으로는 쓰이지 않으며 논농사용 흙으로만 쓰인다.
순수 한국어로 비한자어이며, 완전 모래도 아니고, 자갈은 아니며, 찰흙도 아니다. 실트는 모래보다 작고 흙보다 큰 입자를 가진 알갱이로 정의되지만, 명개는 정확하게 고운 모래와 흙의 비율을 설명하거나 정의되지는 않는다. 얇고 고운 부드러운 모래가루와 진흙이 섞여있는 흙이다.
명개를 별도의 단어로 부른 나라로는 일본과 러시아가 있다. 일본에서는 んでできた川辺, 泥水土(どろみず), が沈(しず), かわべ, の黒(くろ)く柔(やわ), らかい土(つち) 등으로 발음하여 진흙, 모래 등과 따로 구별하였고, 러시아에서는 ил라는 이름으로 불렀다.

## 같이 보기
- 흙
- 충적토
- 미리내
- 지점토
- 시멘트
- 이암
- 도자기